# Duppigheim
Duppigheim je občina v departmaju Bas-Rhin francoske regije Alzacija.
Leta 1990 je v občini živelo 1 357 oseb oz. 184 oseb/km².